# Zamek Nagoya
Zamek Nagoya (jap. 名古屋城 Nagoya-jō) – zamek w Nagoi w prefekturze Aichi w Japonii.

## Historia zamku

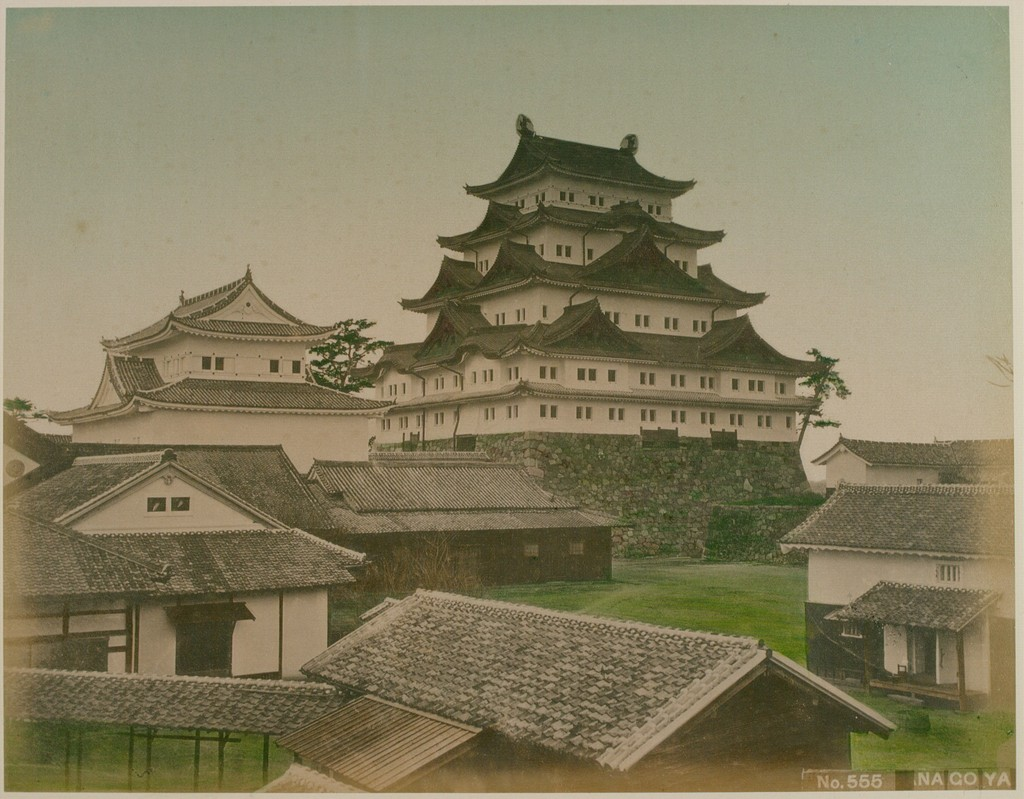
Zamek Nagoya i otaczający go pałac Hommaru, zdjęcie z roku około 1880

Pierwotnie zamek został zbudowany przez Ujichikę Imagawę (klan Imagawa) w roku 1525. Siedem lat później zamek przejął Nobuhide Oda, aby go później porzucić.
W 1610 Ieyasu Tokugawa wydał polecenie grupie daimyō, aby udzielili pomocy w budowie zamku, który miał pełnić rolę nowej stolicy dla prowincji Owari. Większość materiałów budowlanych została pozyskana z mniejszego zamku Kiyosu, w tym z jego tenshu (stołp, donżon, baszta – wysoka część zamku służąca do obserwacji otoczenia oraz miejsce ostatecznej obrony) – zlokalizowanego w ówczesnej stolicy prowincji Kiyosu. Budowa zamku zakończyła się w 1612.
W okresie Edo miasto zamkowe Nagoja było jednym z najważniejszych m.in. jako miejsce postojowe (juku) na trasie Minoji, łączącej trakty Tōkaidō i Nakasendō.
Do okresu Meiji zamek był siedzibą Owari Tokugawa – jednego z klanów rodu Tokugawa.
W czasie II wojny światowej zamek pełnił funkcję kwatery okolicznego garnizonu i obozu dla jeńców wojennych. 14 maja 1945 zamek spłonął podczas jednego z nalotów lotnictwa amerykańskiego. Udało się jednak uratować z pożaru wiele ze znajdujących się w środku obrazów. Odbudowa donżonu zakończyła się w 1959. Dziś jest on betonowym budynkiem z klimatyzacją i windami.
Ze względu na to, że zachowały się stare zdjęcia, planowana jest również rekonstrukcja rezydencyjnej części zamku, zwanej hommaru-goten. Ona również spłonęła w wyniku nalotu. Uratowane obrazy oraz reprodukcje utraconych dzieł mają zostać umieszczone w ich dawnych miejscach. Obecnie obrazy te można oglądać w Muzeum Sztuki Tokugawa w Nagoi.